# Petter Stymne
Petter Stymne (ur. 9 maja 1983 w Skövde) – szwedzki pływak, specjalizujący się głównie w stylu dowolnym.
Brązowy medalista mistrzostw świata na krótkim basenie w sztafecie 4 × 100 m stylem dowolnym. Mistrz Europy z Eindhoven w sztafecie 4 × 100 m stylem dowolnym. 3-krotny medalista mistrzostw Europy na krótkim basenie w sztafecie 4 × 50 m stylem dowolnym.
Uczestnik Igrzysk Olimpijskich 2008 z Pekinu w sztafecie 4 × 100 m stylem dowolnym (5. miejsce).
Były dwukrotny rekordzista świata w sztafecie 4 × 50 m stylem dowolnym:
Mistrzostwa Europy w Pływaniu na krótkim basenie 2006, Helsinki – Stefan Nystrand, Petter Stymne, Marcus Piehl, Jonas Tilly – 1:24.89
Mistrzostwa Europy w Pływaniu na krótkim basenie 2007, Debreczyn – Petter Stymne, Marcus Piehl, Per Nylin, Stefan Nystrand – 1:24.19